# أويغي
أويغي (بالبرتغالية: Uíge‏) هي بلدية في أنغولا، تقع في مقاطعة أوجي ، وهي عاصمتها، بلغ عدد سكانها 60,008  نسمة وذلك حسب إحصائيات سنة 2017.